# قصر البلدية (مترو باريس)
قصر البلدية (بالفرنسية: Hôtel de Ville)‏ هي محطة مترو تابعة لمترو باريس تقع في فرنسا في الدائرة الرابعة في باريس.[بحاجة لمصدر]